# Gebisa Ejeta
Gebisa Ejeta, né en 1950, est un généticien et agronome américano-éthiopien, professeur au département d'agronomie de l'Université Purdue. Il a reçu en 2009 le prix mondial de l'alimentation pour ses contributions majeures à la production du sorgho.

## Biographie

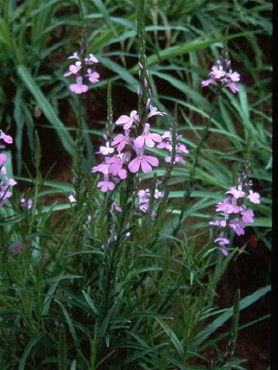
Striga hermonthica est un redoutable parasite du sorgho en Afrique.

Élève brillant issu d'un milieu modeste de la région de l'Oromia, Ejeta a été encouragé par sa mère à se consacrer à l'agronomie. Une aide de l'Université d'État de l'Oklahoma lui a permis d'étudier dans un lycée agricole et technique local, puis à l'Université Haramaya, à Alemaya. L'Université et l'Agence américaine pour de développement l'ont aidé à obtenir un doctorat de l'Université Purdue.
Au Soudan au début des années 1980, G. Ejeta a développé la première variété commerciale d'Afrique de sorgho résistant à la sécheresse. Plus tard, avec un collègue de l'Université Purdue en Indiana, il a découvert la base chimique de la relation entre le sorgho et le striga, une plante parasite mortelle, et a produit des variétés de sorgho résistantes à la fois à la sécheresse et au striga.

## Publications
- Saballos, A., G. Ejeta, E. Sanchez, C. Kang, and W. Vermerris. 2009. A genome-wide analysis of the cinnamyl alcohol dehydrogenase family in sorghum (Sorghum bicolor (L.) Moench) identifies SbCAD2 as the brown midrib6 gene. Genetics 181:783-795.
- Vogler, R., T. Tesso, K. Johnson, and G. Ejeta. 2009. Effect of allelic variation on forage quality of brown midrib sorghum mutants. African J. of Biochem. 3(3):70-76.
- Peters, P., M. Jenks, P. Rich, J, Axtell, and G. Ejeta. 2009. Mutagenesis, selection, and allelic analysis of epicuticular wax mutants in sorghum. Crop Sci. 49:1249-1258.
- Saballos, A., W. Vermerris, L. Rivera, and G. Ejeta. 2009. Allelic association, chemical characterization and sacharification properties of brown midrib mutants of sorghum (S. bicolor (L.) Moench). Bioenerg. Res. 1:193-204.
- Rich, P. J. and G. Ejeta. 2008. Towards effective resistance to Striga in African maize. Plant Signaling & Behavior 3:9, 618-621.
- Amusan, I. O., P. J. Rich, A. Menkir, T. Housley, and G. Ejeta. 2008. Resistance to Striga hermonthica in a maize inbred line derived from Zea diploperennis. New Phytologist 178:157-166.
- Knoll, J. E. and G. Ejeta. 2008. Marker-assisted selection for early season cold tolerance in sorghum: QTL validation across populations and environments. Theor. Appl. Genet.116:541-553.